# 64 до н. е.

## Події
- Підкорення Помпеєм Понтійського царства, Сирії та Єрусалиму.

## Померли
- Антіох XIII Азійський — цар Сирії в 68—64 роках до н. е..